# پنجره (فیلم ۱۹۹۱)
پنجره (ترکی آذربایجانی: Pəncərə) یک فیلم آذربایجانی در سبک درام و محصول سال ۱۹۹۱ میلادی است.